# Edmund Currey
Edmund Samuel Currey (sinh ngày 28 tháng 6 năm 1868) là một cầu thủ bóng đá người Anh có 2 lần ra sân cho đội tuyển quốc gia năm 1890, ghi 2 bàn thắng. Currey chơi bóng cho Oxford University.